# 四線拉隆魚
四線拉隆魚，為輻鰭魚綱鱸形目隆頭魚亞目隆頭魚科的其中一種，分布於西印度洋區的紅海及亞丁灣海域，棲息深度0-15公尺，體長可達11.5公分，棲息在珊瑚生長茂密的珊瑚礁，生活習性不明。